# Moritz Preisler
Moritz Preisler (* 11. November 1991 in Bonn) ist ein deutscher Musiker (Pianist und Komponist). Als Komponist bewegt er sich im Bereich der zeitgenössischen Musik; als Pianist ist er auch im Jazz und improvisierter Musik tätig.

## Leben und Wirken
Preisler, der in einem musikalischen Umfeld in Bonn aufwuchs, erhielt bereits als Kind klassischen Klavierunterricht bei Beatrix Ebersberg. Als Jugendlicher begann er, sich für Jazz und improvisierte Musik zu interessieren. Seit 2013 absolvierte ein Bachelor-Studium des Jazz-Pianos an der Hochschule für Musik und Tanz Köln bei Sebastian Sternal, Hubert Nuss, Claudius Valk, Niels Klein, Paulo Álvares, Frank Gratkowski und Jürgen Friedrich, dem sich ein Masterstudium bis 2021 anschloss.
Preisler leitet eigene Projekte, für die er komponiert, insbesondere seit 2017 sein Trio mit David Helm am Kontrabass und Jan Philipp am Schlagzeug; ihr gemeinsames Album Raureif wurde 2022 bei Klaeng Records veröffentlicht. Auch tritt er mit einem Klavier-Solo-Programm auf. Seit 2019 ist er zudem Mitglied des französischen Orchestre National de Jazz des Jeunes unter Leitung von Franck Tortiller und seit 2021 im internationalen Sputnik Collectif. Mit weiteren Ensembles tritt er europaweit auf, etwa dem Quintett von Daniel Tamayo (Unjustified Paranoia), der Thiago Gois Band, Ilja Gussarovs Musik-Tanz-Performance-Projekt Farewell to Sorrow oder dem Kammerorchester No Strings Attached. Außerdem ist er an der Oper Bonn als klassischer Pianist, als Tanzkorrepetitor, bei der Stummfilmimprovisation oder der Vertonung bildender Kunst aktiv.